# 올리비에 (팔라딘)

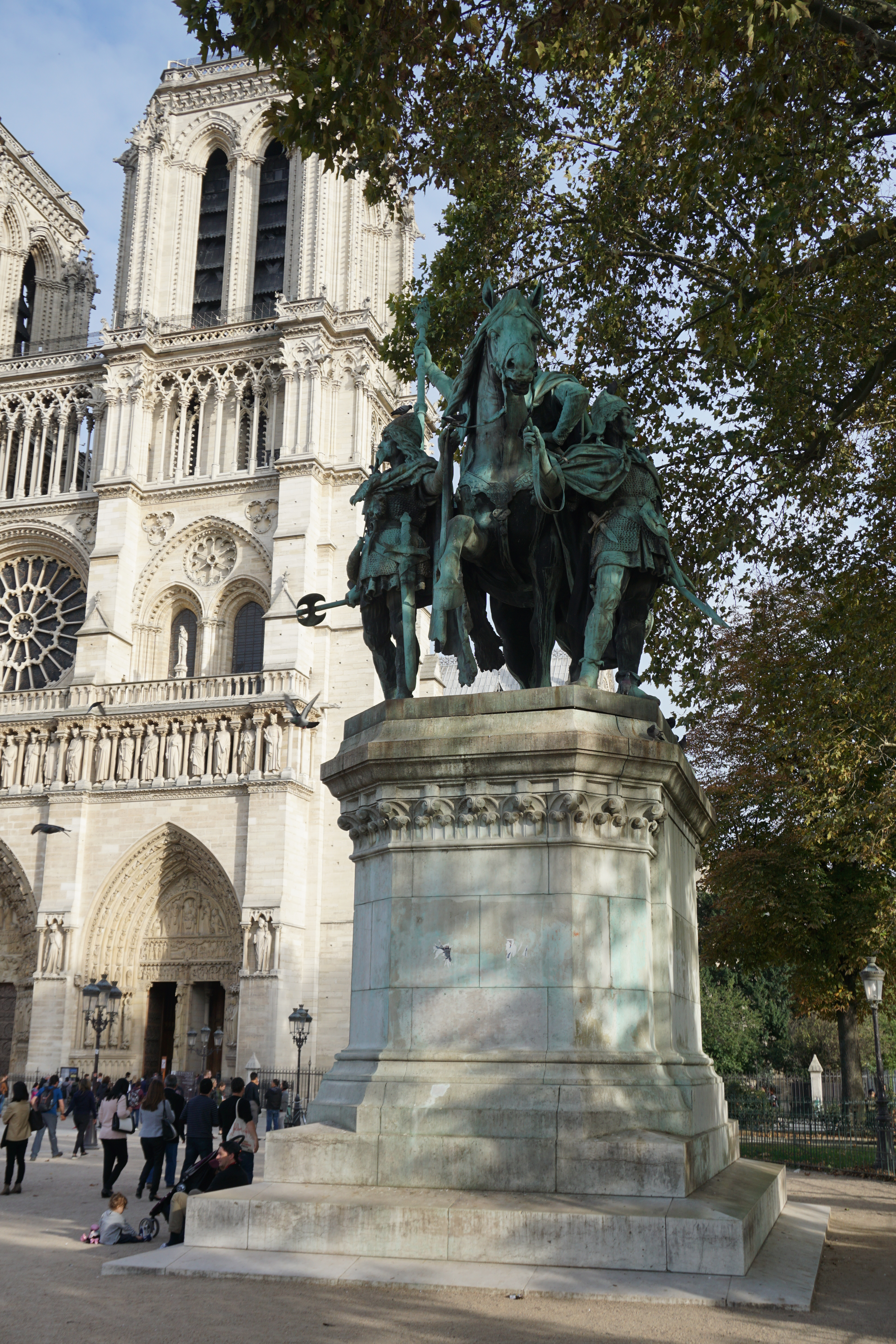
파리의 샤를마뉴와 그의 근위 무사들의 기념비에 묘사된 올리비에 (오른쪽)

올리비에 (이탈리아어로: Uliviero or Oliviero), 때때로 올리비에 드 비엔(프랑스어: Olivier de Vienne) 또는 드 젠(프랑스어: de Genève)으로 언급되는, 그는 프랑스 이야기 샹송 드 제스트, 특히 프랑스의 서사시 롤랑의 노래의 전설적인 기사이다. 전통에서, 그는 롤랑의 가장 가까운 친구, 조언자, 절친한 친구이며 처남이 될 사람이자, 샤를마뉴의 열두 동료 중 하나이자 롤랑의 약혼자인 오드의 남자형제였다. 그는 롤랑과 함께 롱세보 고개 전투에서 전사했다. 일부 비평가들은 그의 이름을 성경의 신성한 지혜의 상징인 올리브나무와 연결시켰다.

## 롤랑의 노래
롤랑의 묘사는 보통 무모하게 용감한 것으로 보여지는 반면에, 올리비에는 전투에서 침착함과 지혜를 보여준다고 한다. 그는 롤랑에게 말했다 "일반적인 상식으로 영웅주의 기질은 어리석은 행동과는 전혀 다르다: "무모함보다 온당함이 우선되어야 한다" (Oxford manuscript, laisse 131). 올리비에는 사라센 마르가니스에 의해 뒤에서 찔려 치명상을 입었지만, 죽기 전에 그는 그의 검, 오트클레르를 사용하여 공격자의 머리를 한 방에 갈라버렸다.

## 조각상
올리비에는 노트르담 대성당의 앞에 있는 청동 조각상 사를마뉴와 그의 근위무사들(1878)에서 샤를마뉴의 말을 인도하며 파이크를 잡고 눈에 띄게 전시되있다.

## 추가 자료
- The Song of Roland: An Analytical Edition. Gerard J. Brault, ed. (Pennsylvania State University, 1978). ISBN 0-271-00516-5
- Orlando Furioso, prose translation by Guido Waldman (Oxford, 1999). ISBN 0-19-283677-3ISBN 0-19-283677-3.
- Orlando Furioso, verse translation by Barbara Reynolds in two volumes (Penguin Classics, 1975). Part one (cantos 1-23) ISBN 0-14-044311-8; part two (cantos 24-46) ISBN 0-14-044310-X. Part one has since been reprinted.
- Orlando furioso ed. Marcello Turchi (Garzanti, 1974)
- Orlando Furioso: A Selection ed. Pamela Waley (Manchester University Press, 1975)